# Super Bowl XXXI
Super Bowl XXXI je bio završna utakmica 77. po redu sezone nacionalne lige američkog nogometa. U njoj su se sastali pobjednici NFC konferencije Green Bay Packersi i pobjednici AFC konferencije New England Patriotsi. Pobijedili su Packersi rezultatom 35:21, te tako osvojili svoj dvanaesti naslov prvaka, četvrti u eri Super Bowla.
Utakmica je odigrana na stadionu Louisiana Superdome u New Orleansu u Louisiani, kojem je to bilo osmo domaćinstvo Super Bowla, peto na ovom stadionu.

## Tijek utakmice
| Četvrtina | Vrijeme | Momčad | Informacija o promjeni rezultata                                                                        | Rezultat | Rezultat |
| Četvrtina | Vrijeme | Momčad | Informacija o promjeni rezultata                                                                        | Patriots | Packers  |
| --------- | ------- | ------ | --- | -------- | -------- |
| 1         | 11:28   | GB     | touchdown dodavanjem (Favre-Rison), uspješan pokušaj za dodatni poen (Jacke)                            | 7        | 0        |
| 1         | 8:42    | GB     | field goal (Jacke)                                                                                      | 10       | 0        |
| 1         | 6:35    | NE     | touchdown dodavanjem (Bledsoe-Byars), uspješan pokušaj za dodatni poen (Vinatieri)                      | 10       | 7        |
| 1         | 2:33    | NE     | touchdown dodavanjem (Bledsoe-Coates), uspješan pokušaj za dodatni poen (Vinatieri)                     | 10       | 14       |
| 2         | 14:04   | GB     | touchdown dodavanjem (Favre-Freeman), uspješan pokušaj za dodatni poen (Jacke)                          | 17       | 14       |
| 2         | 8:15    | GB     | field goal (Jacke)                                                                                      | 20       | 14       |
| 2         | 1:11    | GB     | touchdown probijanjem (Favre), uspješan pokušaj za dodatni poen (Jacke)                                 | 27       | 14       |
| 3         | 3:27    | NE     | touchdown probijanjem (Martin), uspješan pokušaj za dodatni poen (Vinatieri)                            | 27       | 21       |
| 3         | 3:10    | GB     | touchdown nakon vraćanja početnog udarca (Howard), uspješan pokušaj za dva dodatna poena (Favre-Chmura) | 35       | 21       |

## Statistika utakmice

### Statistika po momčadima
| Statistika                                                      | Green Bay Packers | New England Patriots |
| --------------------------------------------------------------- | ----------------- | -------------------- |
| Prvih pokušaja                                                  | 16                | 16                   |
| Ukupno osvojenih jardi                                          | 323               | 257                  |
| Broj napada probijanjem                                         | 36                | 13                   |
| Ukupno jardi osvojenih probijanjem                              | 115               | 43                   |
| Broj napada s kompletiranim dodavanjem/ukupno napada dodavanjem | 14/27             | 25/48                |
| Ukupno jardi osvojenih dodavanjem                               | 208               | 214                  |
| Izgubljenih lopti                                               | 0                 | 4                    |
| Prekršaji (izgubljenih jardi)                                   | 3 (41)            | 2 (22)               |
| Vrijeme posjeda lopte (min:s)                                   | 34:15             | 25:45                |

### Statistika po igračima
| Quarterback       | Dodavanja* | Yds** | TD*** | Int**** |
| ----------------- | ---------- | ----- | ----- | ------- |
| Brett Favre (GB)  | 14/27      | 246   | 2     | 0       |
| Drew Bledsoe (NE) | 25/48      | 253   | 2     | 4       |

Napomena: * - broj kompletiranih dodavanja/ukupno dodavanja, ** - ukupno jardi dodavanja, *** - broj touchdownova (polaganja), **** - broj izgubljenih lopti